# 水無月の墓
『水無月の墓』（みなづきのはか）は、日本の作家である小池真理子によるホラー小説、幻想小説。
新潮社発行の『小説新潮』にて1993年3月号から1995年8月号まで不定期に連載されたものに、祥伝社発行の『小説NON』1994年10月号に掲載されたものを加えた小説集。1996年1月、単行本が同社より刊行される。装画は平松礼二が担当している。1999年2月、新潮文庫版が刊行される。装画は坂東壮一が担当している。2017年9月、集英社文庫版が刊行される。
著者の小池は、「幻想ふうの味わいをもつ作品に、母の語り口調を取り入れてみた」「震え上がるような怖い物語であったとしても、読み手の美意識をくすぐるような情景が潜んでいなければならない」と語っている。
文芸評論家の東雅夫は、「本書に収められた8編のそれぞれの物語に込められた〈異界度〉の濃密さには、ちょっと形容を絶するほどに、一読、ただならぬものがある」と評している。小説家の宇佐美まことは、本書を「日本の土壌で生まれたしんと哀しくて怖い本」とした上で、「この小説の根底には、死の情景が静かに流れていると思う」と語っている。

## あらすじ
足
〈私〉は、真鶴にある妹夫婦の家が気に入っており、しばしば家を訪れている。〈私〉は、以前住んでいた大森の家で遭遇した、筆子おばさんについての奇妙な出来事を思い返す。
ぼんやり
直子は、小田急小田原線の柿生にある一軒家に住んでいた。学生時代からの友人である康代は、夫とけんかをするたびに、直子の家に逃げ込んできていた。そのころに起きた不思議な出来事を直子は思い返している。
神かくし
母の命日に、仙台にある平岡の家に親類が集まった。〈私〉は、智彦というお見合い相手に関する奇妙な出来事や、小学校時代にクラスメイトだった伸子という女の子にまつわる不思議な出来事を思い返す。
夜顔
〈わたし〉は、何年も前に出会った、ある3人の家族に関する奇妙な出来事について思い返している。散歩の途中に何度も彼らの家のそばを通ったのだが、おかしなことに、長い間、彼らの姿を見かけることはなかったのだ。
流山寺
〈私〉は、〈リリー〉という名のスナックで働いている。ある夜、〈私〉は店のママの百合子に見送られて店を出る。冷蔵庫の中にあるものを思い返しながら、家路を急いだ。
深雪
大学生の保夫は、ある別荘地の管理人のアルバイトに応募する。管理人である松崎は、妻が手術を受けるので付き添うために仕事を休むのだという。仕事は気楽なものだった。しかし、やがて保夫は奇妙な出来事に遭遇する。
私の居る場所
加奈子は、小さな田舎町に住んでいる。ある日、姑に頼まれて、野口という人の家におはぎを届けに行くことになった。途中、加奈子は、9歳の年の夏休みに遭遇した、ある不思議な出来事を思い起こす。
水無月の墓
6月のある日、〈私〉は、会社に戻るために、雨の中をタクシーに乗っていた。〈私〉は、窓の外に見える建物を見ているうちに、大学の教授だった阿久津という人物を思い出す。

## 登場人物
足
- 〈私〉 - 東京に住む女性。
- 和代 - 〈私〉の妹。
- 舞子 - 〈私〉の姪。
- 浩 - 〈私〉の義弟。
- 浜田 - 〈私〉の恋人。
- 筆子 - 〈私〉の母の妹。

ぼんやり
- 直子 - 会社員。
- 康代（やすよ） - 直子の友達。
- 和春 - 青年。
- こずえ - 康代の娘。

神かくし
- 〈私〉 - 独身の女性。東京で一人暮らしをしている。
- 登代子（とよこ） - 〈私〉の父の妹。
- 美砂子 - 〈私〉の母。6年前に他界。
- 平岡卓也 - 〈私〉の戸籍上の兄。
- 早苗 - 卓也の妻。

夜顔
- 〈わたし〉 - 大学生。
- 三浦芳雄（みうら よしお） - がっしりとした身体つきの男。骨董品店経営。
- 悠子（ゆうこ） - 芳雄の妻。
- えり - 芳雄の娘。

流山寺
- 〈私〉 - スナック〈リリー〉の従業員。
- 百合子 - 〈リリー〉のママ。
- 八木沢耕平 - 〈私〉の夫。

深雪
- 松崎 - 別荘地の管理人。
- 保夫 - 大学生。

私の居る場所
- 加奈子 - 主婦。
- 野口 - 加奈子の夫が世話になっている人。

水無月の墓
- 〈私〉 - バー〈ブーベ〉の元従業員。
- 阿久津 - 〈私〉の恋人。私立大学文学部の教授。

## 収録作品
| タイトル     | 初出                     |
| ------------ | ------------------------ |
| 足           | 『小説新潮』1994年3月号  |
| ぼんやり     | 『小説新潮』1993年10月号 |
| 神かくし     | 『小説新潮』1995年3月号  |
| 夜顔         | 『小説NON』1994年10月号  |
| 流山寺       | 『小説新潮』1994年8月号  |
| 深雪         | 『小説新潮』1993年3月号  |
| 私の居る場所 | 『小説新潮』1993年6月号  |
| 水無月の墓   | 『小説新潮』1995年8月号  |